# António de Araújo de Azevedo

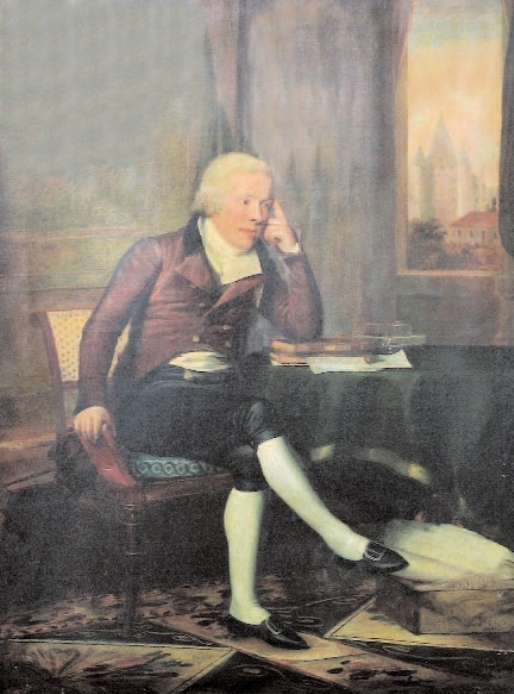
António de Araújo de Azevedo

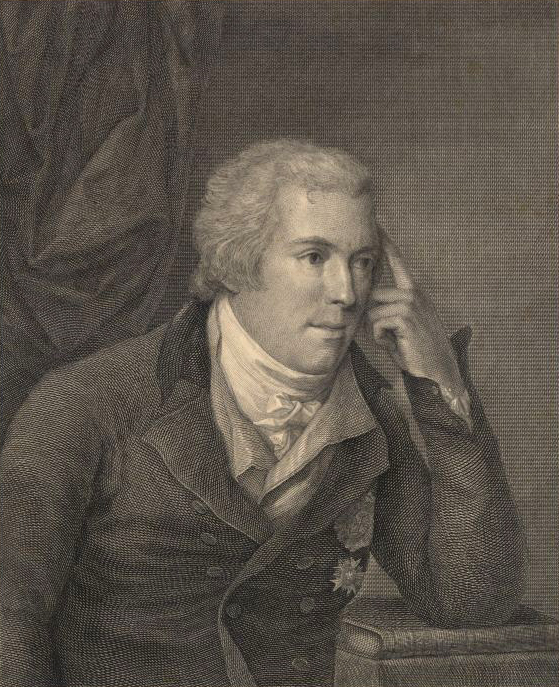
António de Araújo de Azevedo

António de Araújo de Azevedo (ur. 14 maja 1754 w Ponte de Lima, zm. 21 czerwca 1817 w Rio de Janeiro) – portugalski dyplomata.
Jego ojcem był António Pereira Pinto de Araújo, pan (senhor) de Morgado de Aá, a matką Maria Francisca de Araújo de Azevedo.
António de Araújo de Azevedo studiował w Porto, razem ze swym bratem António Luís Pereira Pinto, gdzie nauczył się kilku języków żywych, a także nieco łaciny i greki. Następnie studiował filozofię na uniwersytecie w Coimbra, którą to uczelnię opuścił by powrócić do Porto i oddać się studiom historycznym i matematycznym.
Od 1779 roku był zaangażowany w działalność Stowarzyszenia Ekonomicznego Przyjaciół Dobra Publicznego założonego w Ponte w Limie.
Potem udał się do Lizbony i w roku 1787 został mianowany posłem nadzwyczajnym i ministrem pełnomocnym Królestwa Portugalii do Hagi. W 1789 roku dopiero pojechał do Holandii, po wizycie w Londynie i Paryżu. W latach 1796 i 1796 wracał jeszcze do  Paryża by negocjować układ pokojowy między Portugalią a Francją.
Jako poseł Królestwa Portugalii w Paryżu, został 10 sierpnia 1797 roku schwytany i uwięziony przez Francuzów. Uwolniono go 28 lutego 1798 roku. Następnie przez kraje niemieckie i Londyn powrócił do Portugalii, gdzie dotarł w 1801 roku.
Został jeszcze w 1801 roku wysłany jako negocjator pokoju z Napoleonem i minister pełnomocny Królestwa Portugalii w Rosji, gdzie dotarł pod koniec 1801 roku. W Rosji pozostał do 1804 roku, po czyn został (6 VII 1804 - 26 IX 1807) Sekretarzem Stanu Spraw Zagranicznych i Wojny. Na tym stanowisku z jednej strony szukał zbliżenia z Napoleonem, z drugiej otworzył porty portugalskie na brytyjską flotę.
Z udziałem António de Araújo de Azevedo podjęto decyzję o przeprowadzce dworu portugalskiego do Brazylii. Sam Azevedo dotarł w 1806 roku do Rio de Janeiro nadal zachowując swoją funkcję Sekretarza Stanu
Sam umiarkowany frankofil musiał w 1808 ustąpić miejsca ministrom- anglofilom.
Był mecenasem sztuki i interesował się procesem produkcji porcelany.